# Победа (сельское поселение)
Се́льское поселе́ние Побе́да — муниципальное образование в составе Ржевского района Тверской области. На территории поселения находится 55 населенных пунктов.
Центр поселения — посёлок Победа.
Образовано в 2005 году, включило в себя территории Образцовского, Победовского, Бахмутовского и Парихинского сельских округов.

## Географические данные
- Общая площадь: 480,8 км²
- Нахождение: центральная часть Ржевского района
  - Граничит:
    - на севере — с СП Итомля
    - на востоке — с СП Успенское
    - на юго-востоке — с городом Ржевом
    - на юге — с СП Хорошево
    - на юго-западе — с СП Чертолино

Южной и западной границей является река Волга. Поселение пересекает автодорога «Ржев—Селижарово—Осташков».

## Экономика
Основа экономики поселения — сельское хозяйство с преобладанием молочно-мясного скотоводства и выращивания льна и зерновых. Крупнейший производитель сельскохозяйственной продукции — ГУСП ОПХ «Победа».

## Население
По переписи 2002 года — 2004 человека, на 01.01.2008 — 2099 человек.

## Населенные пункты
На территории поселения находятся следующие населённые пункты:
| Тип  | Название     | Население | Население | Население |
| Тип  | Название     | 1996      | 2002      | 2008      |
| ---- | ------------ | --------- | --------- | --------- |
| пос. | Победа       | 586       | 590       | 623       |
| дер. | Борисово     | 3         | 2         | 2         |
| дер. | Губино       | 3         | 2         | 3         |
| дер. | Добрая       | 21        | 13        | 9         |
| дер. | Карамлино    | 22        | 8         | 12        |
| дер. | Ковынево     | 75        | 76        | 68        |
| дер. | Кокошилово   | 3         | 6         | 5         |
| дер. | Коростелево  | 13        | 9         | 9         |
| дер. | Лазарево     | 2         | 1         | 9         |
| дер. | Леонтьево    | 74        | 53        | 49        |
| дер. | Митьково     | 165       | 148       | 170       |
| дер. | Мурылево     | 18        | 24        | 20        |
| дер. | Осипово      | 22        | 19        | 16        |
| дер. | Поволжье     | 29        | 41        | 38        |
| дер. | Починки      | 37        | 28        | 29        |
| дер. | Семашка      | 13        | 3         | 11        |
| дер. | Филькино     | 4         | 1         | 4         |
| дер. | Щелково      | 2         | 0         | 1         |
| дер. | Парихино     | 225       | 156       | 181       |
| дер. | Антипово     | 2         | 0         | 0         |
| дер. | Анциферово   | 3         | 0         | 0         |
| дер. | Апукшино     | 1         | 0         | 0         |
| дер. | Бобронниково | 2         | 0         | 0         |
| дер. | Ефимово      | 37        | 19        | 18        |
| дер. | Забелино     | 30        | 28        | 23        |
| дер. | Картошино    | 4         | 2         | 1         |
| дер. | Лукино       | 24        | 7         | 11        |
| дер. | Мясцово      | 38        | 29        | 24        |
| дер. | Осипово      | 1         | 0         | 0         |
| дер. | Першино      | 16        | 8         | 5         |
| дер. | Петрищево    | 10        | 8         | 3         |
| дер. | Степакино    | 34        | 27        | 19        |
| дер. | Суконцево    | 2         | 0         | 1         |
| дер. | Филатово     | 7         | 3         | 1         |
| дер. | Хрипелево    | 14        | 13        | 11        |
| дер. | Бахмутово    | 312       | 280       | 309       |
| дер. | Бураково     | 17        | 12        | 6         |
| дер. | Висино       | 15        | 12        | 11        |
| дер. | Деньгино     | 5         | 4         | 2         |
| дер. | Деняшино     | 6         | 8         | 3         |
| дер. | Ерши         | 8         | 9         | 6         |
| дер. | Михирево     | 6         | 3         | 4         |
| дер. | Моржово      | 12        | 13        | 5         |
| дер. | Свеклино     | 8         | 11        | 4         |
| дер. | Семеновское  | 11        | 7         | 3         |
| дер. | Степанцево   | 14        | 7         | 7         |
| дер. | Сувитки      | 25        | 21        | 20        |
| дер. | Харино       | 4         | 1         | 1         |
| дер. | Харланово    | 19        | 12        | 4         |
| дер. | Образцово    | 199       | 158       | 185       |
| дер. | Галахово     | 11        | 2         | 10        |
| дер. | Дешевки      | 34        | 17        | 22        |
| дер. | Зальково     | 0         | 0         | 0         |
| дер. | Полунино     | 92        | 75        | 89        |
| дер. | Тимофеево    | 32        | 25        | 32        |

## История
В XII—XIII веках территория поселения относилась к Смоленской земле.
В XIV веке присоединена к Великому княжеству Московскому.
В XVI—XVII веках южные (приволжские) деревни входили в Поддобринский стан Ржевского уезда, а северные относились к дворцовой Мологинской волости Старицкого уезда Русского государства.
Начиная с XVIII века территория поселения входила:
- в 1708—1727 гг. в Санкт-Петербургскую (Ингерманляндскую 1708—1710 гг.) губернию, Тверскую провинцию,
- в 1727—1775 гг. в Новгородскую губернию, Тверскую провинцию,
- в 1775—1796 гг. в Тверское наместничество, Ржевский уезд,
- в 1796—1924 гг. в Тверскую губернию, Ржевский уезд (северо-восточная часть — в Старицкий уезд),
- в 1924—1929 гг. в Тверскую губернию, Ржевский уезд,
- в 1929—1935 гг. в Западную область, Ржевский район,
- в 1935—1990 гг. в Калининскую область, Ржевский район,
- с 1990 в Тверскую область, Ржевский район.

В середине XIX—начале XX века большинство деревень поселения относились к Тимофеевской и Харинской волостям Ржевского уезда. На севере часть территории поселения (деревни Кокошилово и Зальково) входила в Мологинскую волость Старицкого уезда.
В 1940-е годы на территории поселения существовали Ковыневский, Раменский, Ченцовский, Митьковский, Павловский, Коростелевский, Бахмутовский, Мясцовский и Распопинский сельсоветы Ржевского района Калининской области.

## Известные люди
Знаменитый геолог, писатель, академик, Герой Социалистического Труда Владимир Афанасьевич Обручев родился в селе Клепенино (ныне не существует).
 В деревне Антипово родился Герой Советского Союза Иван Никандрович Пореченков.
 В ныне не существующей деревне Куры родился Герой Советского Союза Василий Фёдорович Цветков.

## Воинские захоронения
В годы Великой Отечественной войны территория поселения была ареной ожесточенных, кровопролитных боев. После Ржевской битвы 1942—1943 годов здесь были сотни братских захоронений. Впоследствии происходил процесс укрупнения, перенос мелких и одиночных могил в крупные захоронения.
Список воинских захоронений на территории сельского поселения Победа.
| № захоронения в ВМЦ | Место захоронения | Захоронено всего | Захоронено известных | Захоронено неизвестных |
| ------------------- | ----------------- | ---------------- | -------------------- | ---------------------- |
| 69-484              | Бахмутово, дер.   | 6309             | 6283                 | 26                     |
| 69-492              | Ефимово, дер.     | 1729             | 1580                 | 149                    |
| 69-496              | Зальково, дер.    | 427              | 427                  | 0                      |
| 69-497              | Кокошилово, дер.  | 2117             | 2117                 | 0                      |
| 69-514              | Победа, пос.      | 735              | 15                   | 720                    |
| 69-516              | Полунино, дер.    | 10147            | 10147                | 0                      |

- Список советских воинов, похороненных в братской могиле у деревни Полунино («высота 200»). Архивная копия от 19 февраля 2010 на Wayback Machine
- Список советских воинов, похороненных в братской могиле у деревни Зальково. Архивная копия от 25 февраля 2009 на Wayback Machine